# 兰巴赫附近埃特
兰巴赫附近埃特是奥地利上奥地利州韦尔斯兰县的一个市镇。总面积21平方公里，总人口2074人，人口密度98.8人/平方公里（2005年）。